# Lover Man
Cet article porte sur la chanson de Jimi Hendrix. Pour la chanson de Billie Holiday, voir Lover Man (Oh, Where Can You Be?).
Pistes de Live at Woodstock
Red House Foxy Lady
Lover Man (ou Here He Comes (Lover Man)) est une chanson de Blues Rock de Jimi Hendrix. Reprise de la chanson Rock Me Baby de B. B. King avec de nouvelles paroles, la chanson est régulièrement interprétée sur scène par le guitariste au cours de sa carrière, bien qu'il n'ait enregistré en studio que des versions de travail non définitives.

## Historique et description
Dès ses débuts à Londres en 1967, Jimi Hendrix reprend régulièrement avec sa formation The Jimi Hendrix Experience avec le bassiste Noel Redding et le batteur Mitch Mitchell la chanson Rock Me Baby de B. B. King que ce soit en répétition en studio (dont le 4 mai 1967 parue en 2000 sur le premier disque du coffret The Jimi Hendrix Experience Box Set en version instrumentale sous le nom de Here He Comes (Lover Man)) ou en concert, notamment au festival de Monterey le 18 juin 1967 qui révèle le guitariste au public américain (voir Live at Monterey).
Par la suite, Jimi fait évoluer la reprise sous le nom de Here He Comes (Lover Man), puis Lover Man avec de nouvelles paroles qui évoquent un amant rendant visite à sa maîtresse pour passer une nuit de folie. Elle est travaillée plusieurs fois en studio, mais aucune version est définitive. Si la dernière version publiée sur le quatrième disque du coffret The Jimi Hendrix Experience Box Set (2000) remonte aux sessions de l'album First Rays of the New Rising Sun (paru seulement en 1997) le 20 juillet 1970, c'est une autre version avec The Jimi Hendrix Experience datant du 16 février 1969 qui sera par la suite retravaillée post-mortem lors d'une session d'ajout organisée par l'ancien producteur Chas Chandler avec Mitch et Noel qui refont leurs parties. Celle-ci apparait en 2010 dans l'album posthume Valleys of Neptune. Entretemps, la version parue dans South Saturn Delta en 1997 est un mélange de prises datant du 29 octobre 1968.

## Interprétations en concert
Pourtant, le guitariste interprète régulièrement Lover Man en concert que ce soit au sein du Jimi Hendrix Experience avec Noel Redding (concerts au Winterland en octobre 1968) ou avec Billy Cox à la basse (concerts à Berkeley, Maui ou festival de l'Île de Wight en 1970) ou au sein du Band of Gypsys (formé avec Billy Cox à la basse et Buddy Miles à la batterie) lors des concerts du nouvel an 1970.
La chanson est également interprétée par le groupe éphémère Gypsys Sun & Rainbows composé par Jimi, Billy Cox, Mitch Mitchell, les percussionnistes Juma Sultan et Jerry Velez et le second guitariste et ami de Jimi, Larry Lee, qui revient de la guerre du Vietnam, lors du concert au festival de Woodstock le 18 août 1969. Hendrix est redevable à Larry Lee en l'invitant dans sa formation car ce dernier avait appris à Jimi de jouer du blues à la guitare. Si la chanson suit la composition de Rock Me Baby, Larry et Jimi jouent leurs solos à tour de rôle, mais le mixage met la guitare de Larry très en retrait par rapport à celle de Jimi. Malheureusement, la version de Lover Man à Woodstock est plus faible par rapport à Rock Me Baby à Monterey, comme le confirme Billy Cox : « Jimi a essayé une formation élargie, à Woodstock, mais, finalement, ce genre de groupe n'a pas fonctionné. Personnellement, je préfère le concept de trio. »

## Parutions
Les dates et lieux d'enregistrements sont indiqués dans les différents livrets des albums cités ici.

### Versions studios
- 4 mai 1967 aux studios Olympic, Londres (répétition instrumentale de Rock Me Baby sous le nom de Here He Comes (Lover Man)) : The Jimi Hendrix Experience Box Set (2000)
- 29 octobre 1968 aux studios T.T.G., Hollywood : South Saturn Delta (1997)
- 16 février 1969 aux studios Olympic, Londres (version de base) et 5 juin 1987 au studio Air, Londres (ajouts post-mortem) : Valleys of Neptune (2010)
- 15 décembre 1969 au Record Plant Studios, New York : Both Sides of the Sky (2018)
- 20 juillet 1970 aux studios Electric Lady, New York : The Jimi Hendrix Experience Box Set (2000)

### Live
- 11 août 1968 au Coliseum Ballroom à Davenport, Iowa
- 10 au 12 octobre 1968 au Winterland Ballroom de San Francisco (Californie) : Winterland (2011, version intégrale seulement)
- 24 février 1969 au Royal Albert Hall, Londres : The Last Experience (2002)
- 18 août 1969 au festival de Woodstock : Live at Woodstock (1999)
- 31 décembre 1969 et 1er janvier 1970 au Fillmore East, New York : Machine Gun: Le Fillmore East First Show (2016, premier concert du 31 décembre seulement) et Songs For Groovy Children: The Fillmore East Concerts (2019)
- 30 mai 1970 au Berkeley Community Theatre à Berkeley en Californie : Live at Berkeley (2003)
- 30 juillet 1970 à Maui (Hawaï) : Live in Maui (2020)
- 30 août 1970 au festival de l'Île de Wight : Blue Wild Angel : Live at the Isle of Wight (2002)

## Musiciens de la versionLive at Woodstock
- Jimi Hendrix : chant, guitare
- Larry Lee : guitare
- Billy Cox : basse
- Mitch Mitchell : batterie
- Juma Sultan : percussion
- Jerry Velez : congas